# Bruce Liu

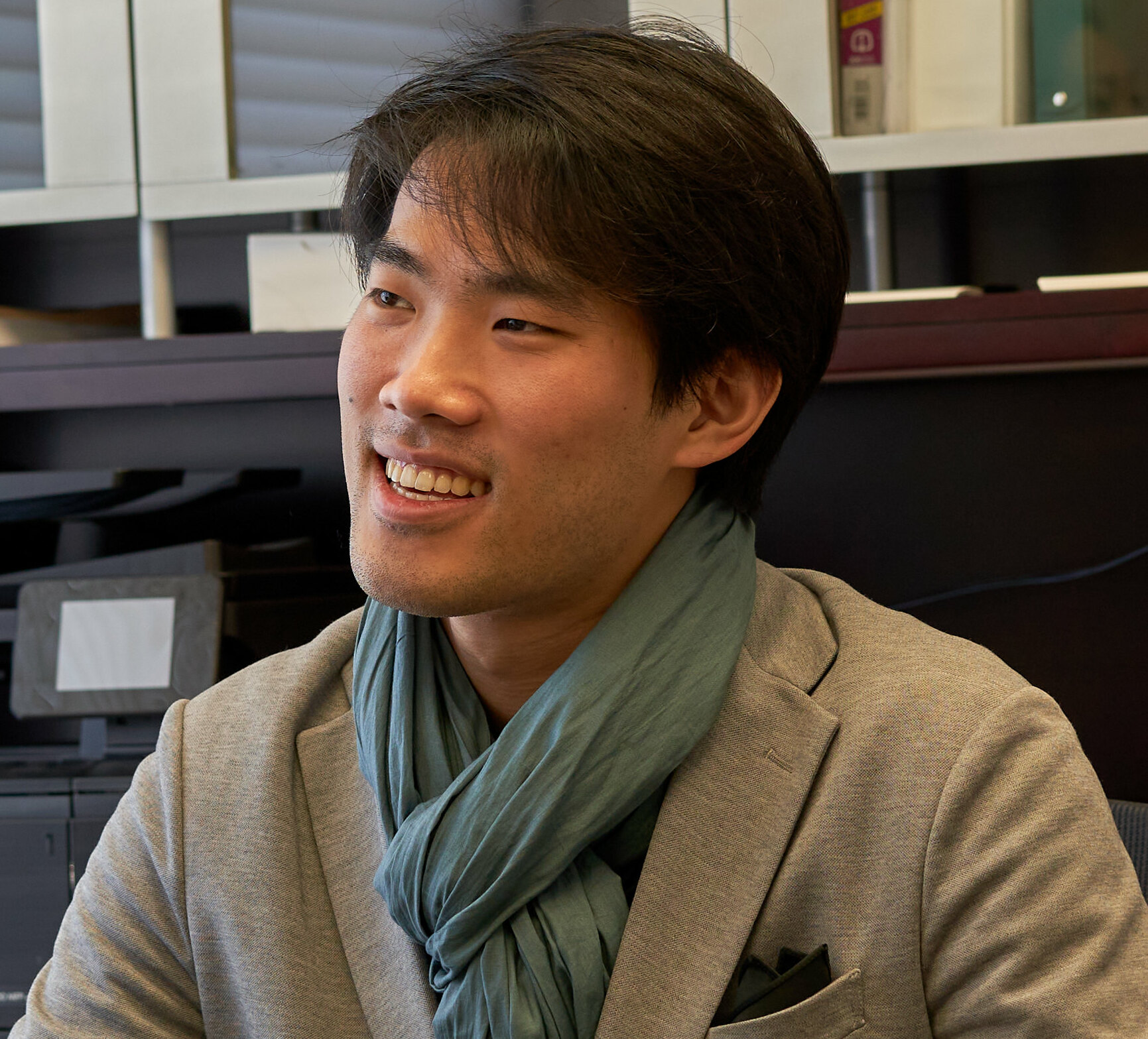
Bruce Liu (2022)

Bruce Liu (geboren als Xiaoyu Liu, chinesisch 刘晓禹, Pinyin Liú Xiǎoyǔ, am 8. Mai 1997 in Paris) ist ein kanadischer Pianist chinesischer Herkunft und Gewinner des 18. Internationalen Klavierwettbewerbs Frederic Chopin (2021).

## Leben
Liu wurde in Paris (Frankreich) geboren. Seine Eltern waren Studenten aus Peking (China), die sich in Paris kennengelernt haben. Liu begann im Alter von sieben Jahren Klavier zu spielen, nachdem die Familie nach Kanada ausgewandert war. Liu trat bereits im Alter von elf Jahren bei Klavierwettbewerben in Kanada auf. Er graduierte am Montreal Conservatory of Music in der Klavierklasse von Richard Raymond. Derzeit studiert er bei Đặng Thái Sơn an der Université de Montréal. Der aus Vietnam stammende Đặng Thái Sơn hatte vierzig Jahre zuvor den ersten Preis beim X. Internationalen Chopin-Klavierwettbewerb 1980 gewonnen.
Er trat mit zahlreichen Orchestern auf, wie dem Cleveland Orchestra, dem Israel Philharmonic Orchestra, dem Orchestre symphonique de Montréal und dem Orchestra of the Americas. Er führte zwei Tourneen durch China mit dem Nationalen Sinfonieorchester der Ukraine und dem Academic Symphony Orchestra of the Lviv Philharmonic durch und gab Konzerte in führenden chinesischen Zentren. Er trat auch mit dem Orchestre Lamoureux im Salle Gaveau in Paris auf.
Liu war Preisträger beziehungsweise Finalist mehrerer internationaler Wettbewerbe, darunter bei der Sendai International Music Competition, bei der Montreal International Musical Competition und bei der Arthur Rubinstein International Piano Master Competition in Tel Aviv.
2021 gewann er den ersten Preis beim XVIII. Internationalen Chopin-Klavierwettbewerb in Warschau.
Am 21. Oktober 2021 gab die Deutsche Grammophon bekannt, dass sie eine Reihe von Live-Mitschnitten seiner Auftritte aus verschiedenen Phasen des Wettbewerbs veröffentlichen würde.

## XVIII. Chopin-Wettbewerb
| Durch Bruce Liu vorgetragene Werke während des XVIII. Chopin-Wettbewerbs: | | | | |                                 |
| Instrument                                                                | Steinway | Fazioli                                                                                                   | Fazioli | Fazioli | Fazioli                         |
| Etappe                                                                    | Qualifikation | I. Runde                                                                                                  | II. Runde | III. Runde | Finale                          |
| Datum                                                                     | 17. Juli | 7. Oktober                                                                                                | 12. Oktober | 16. Oktober | 20. Oktober                     |
| Werke                                                                     | Nocturne cis-Moll op. 27 Nr. 1 Etüde h-Moll op. 25 Nr. 10 Etüde Ges-Dur op. 10 Nr. 5 Mazurka C-Dur op. 33 Nr. 2 Mazurka h-Moll op. 33 Nr. 4 Ballade As-Dur op. 47 | Nocturne cis-Moll op. 27 Nr. 1 Etüde cis-Moll op. 10 Nr. 4 Etüde a-Moll op. 25 Nr. 4 Scherzo E-Dur op. 54 | Rondo à la mazur F-Dur op. 5 Ballade F-Dur op. 38 Walzer As-Dur op. 42 Andante spianato und Polonaise Es-Dur op. 22 | Mazurka gis-Moll op. 33 Nr. 1 Mazurka C-Dur op. 33 Nr. 2 Mazurka D-Dur op. 33 Nr. 3 Mazurka h-Moll op. 33 Nr. 4 Sonate b-Moll op. 35 Variationen B-Dur op. 2 | 1. Klavierkonzert e-Moll op. 11 |
| Video                                                                     | | YouTube (21:28 Min.)                                                                                      | YouTube (34:20 Min.)                                                                                                | YouTube (53:12 Min.) | YouTube (41:28 Min.)            |

## Diskografie (Auswahl)
- 2021: Chopin. Piano Concerto in E minor, Ballade in F major, Sonata in B flat minor, Rondo a la Mazur (Fryderyk Chopin Institute)
- 2023: Waves Music by Rameau, Ravel, Alkan (Deutsche Grammophon)
- 2024: The Seasons. Music by Tchaikovsky (Deutsche Grammophon)

## Auszeichnungen für Musikverkäufe
| Goldene Schallplatte - Polen - 2024: für das Album Chopin. Piano Concerto in E minor, Ballade in F major, Sonata in B flat minor, Rondo a la Mazur |

| Land/RegionAuszeichnungen für Musikverkäufe (Land/Region, Auszeichnungen, Verkäufe, Quellen) | Gold  | Platin | Verkäufe | Quellen |
| -------------------------------------------------------------------------------------------- | ----- | ------ | -------- | ------- |
| Polen (ZPAV)                                                                                 | Gold1 | —      | 10.000   | olis.pl |
| Insgesamt                                                                                    | Gold1 | —      |          |         |

## Auszeichnungen
- 2024: Opus Klassik in der Kategorie Nachwuchskünstler des Jahres.[6]